# زکیه آلکان
زکیه آلکان (زادۀ ۱۹۷۰ در درسیم - ۲۱ مارس ۱۹۹۰ در دیاربکر) زن کُرد اهل ترکیه و دانشجوی پزشکی دانشگاه دجله دیاربکر  بود که در اعتراض به ممنوعیت برگزاری مراسم نوروز توسط حکومت ترکیه، برفراز باروی تاریخی شهر دیاربکر اقدام به خودسوزی کرد و جان باخت. از او به عنوان یکی از نمادهای اعتراضی در فرهنگ کُرد و یکی از نمادهای سیاسی نوروز در میان کُردها یاد می‌شود.

## زمینۀ رخداد

زکیه آلکان در دانشگاه دجلۀ دیاربکر

از ابتدای تشکیل کشور ترکیه همواره محدودیت‌ها و محرومیت‌های شدیدی بر مردم غیر تُرک تحمیل شد. این وضعیت حقوق فرهنگی، اقتصادی و سیاسی این مردم را در ترکیه تحت تأثیر قرار داده‌است.
نمونه‌ای از این محدودیت‌ها تلاش حکومت ترکیه برای حذف جشن نوروز در میان کُردهای این کشور بوده‌است. که در طی چند دهه و تا سال‌های دهه‌های ۲۰۱۰ و ۲۰۲۰ باعث کشمکش‌ها و زدوخوردهای متعددی بین مردم کرد و حکومت ترکیه به‌ویژه در روزهای نزدیک به نوروز شده است.
یکی از این درگیری‌ها در نوروز ۱۹۹۰ (۱۳۷۱ خورشیدی) رخ داد که طی آن حکومت ترکیه همچون سال‌های پیش از آن تلاش می‌کرد تا برگزاری مراسم نوروز به سبک کُردها را متوقف و یا مختل کند.
در نوروز سال ۱۹۹۰ میلادی دانشجویان کُرد دانشگاه دجله در دیاربکر برای برپا کردن آتش نوروز و برگزاری این جشن در حال تدارک بودند، اما حکومت ترکیه با اعزام ارتش و نیروهای امنیتی و حمله به دانشگاه مانع از برافروختن آتش و برگزاری جشن نوروز شد.
علاوه بر این در آن زمان ۱۳ گریلای حزب کارگران کردستان در مبارزه با حکومت ترکیه در نصیبین به تازگی جان خود را از دست داده‌بودند و این مسئله چنانکه زکیه آلکان به دوستانش گفته‌بود او را بسیار متأثر کرده‌بود. او همچنین روایت‌هایی در مورد مظلوم دوغان روزنامه‌نگار و یکی از بنیانگذاران حزب کارگران کردستان خوانده‌بود که در نوروز ۱۹۸۲ در زندان دیاربکر بدن خود را با سه کبریت به آتش کشیده بود.
همچنین از دوستان زکیه آلکان نقل شده که در نوروز سال قبل، در ۲۱ مارس ۱۹۸۹ هنگامی که در جمع دوستانش در حال بحث بوده به ناگهان برخاسته و اسکناس‌هایی که در جیب داشته را آتش زده‌است و در پاسخ به تعجب دوستانش گفته که «نوروز باید با آتش پیروز داشته‌شود.»

## خودسوزی اعتراضی
زکیه آلکان که در آن زمان دانشجوی سال ششم پزشکی بود در اعتراض به فشارها و محدودیت‌های حکومت ترکیه در ممنوعیت برافروختن آتش و برگزاری نوروز، در ۲۱ مارس ۱۹۹۰ (۱ فروردین ۱۳۷۱) بر فراز باروی تاریخی شهر دیاربکر با یک گالن بنزین اقدام به خودسوزی کرد و در نهایت جان باخت..
  

زکیه آلکان در هنگام آتش زدن جسمش فریاد زد: 
«اگر پیروز کردن این روز و برافروختن آتش نوروز را از ما بگیرید، ما با تن خود این آتش را برمی‌افروزیم.»

## پیامدهای خودسوزی
خودسوزی زکیه آلکان منجر به درگیری‌های گسترده‌ای میان مردم کُرد و نیروهای نظامی حکومت ترکیه شد. اعتراضات به شهرهای دیگر مانند جزیره، سلوپی و مناطق دیگر کشید شد. در این اعتراضات ۴ تن کشته، ۹ تن زخمی و ۱۳۸ نفر دستگیر شدند.
در سال‌های بعد نیز گروه‌هایی از جوانان کُرد با برافروختن آتش همزمان با مراسم نوروز یاد زکیه آلکان را زنده نگاه می‌دارند. در سال ۲۰۲۲ گروهی از جوانان کُرد با تجمع و برافروختن آتش در برابر تندیس زکیه آلکان در سلیمانیه خواهان تداوم بخشید به مبارزه برای آزادی و پیوستن مردم به نوروز در کوهستان قندیل شدند.

## یادبود
پس از کسب خودمختاری توسط کردهای عراق و تأسیس حکومت اقلیم کردستان عراق، تندیس یادبود زکیه آلکان در شهر سلیمانیه در کردستان عراق نصب شد‌.

## در گفتار دیگران
عبدالله اوجالان نظریه‌پرداز و رهبر سیاسی کُرد و بنیانگذار حزب کارگران کردستان دربارۀ زکیه آلکان گفته‌است:
اقدام زکیه آلکان که در نوروز بدن خودش را با شعله‌های آزادی بلند آزادی آتش زد، نمادی است که نمایان می‌کند که مبارزه برای آزادی کار ساده‌ای نیست.

## در ادبیات
شیرکو بیکس شاعر کُرد اهل عراق شعری با عنوان «زنی سوخت...» در وصف زکیه آلکان سروده‌است.